# Дикан (Мактааральский район)
Дикан (каз. Диқан, до 2001 г. — Маяк) — село в Мактааральском районе Туркестанской области Казахстана. Входит в состав Иржарского сельского округа. Код КАТО — 514463600.

## Население
В 1999 году население села составляло 2187 человек (1056 мужчин и 1131 женщина). По данным переписи 2009 года, в селе проживало 2607 человек (1300 мужчин и 1307 женщин).